# IJsboerke (equipo ciclista)
El equipo IJsboerke, (pronuncia «éisburque») conocido posteriormente como Capri Sonne, fue un equipo ciclista belga, de ciclismo en ruta que compitió entre 1973 y 1982. Surgió de una escisión del Goldor-IJsboerke.

## Corredor mejor clasificado en las Grandes Vueltas
| Año  | Giro de Italia | Tour de Francia      | Vuelta a España        |
| ---- | -------------- | -------------------- | ---------------------- |
| 1965 | -              | -                    | -                      |
| 1966 | -              | -                    | -                      |
| 1967 | -              | -                    | -                      |
| 1968 | -              | -                    | Abandono               |
| 1969 | -              | -                    | 44.º Raymond Steegmans |
| 1970 | -              | -                    | -                      |
| 1971 | -              | -                    | 60.º Franky Ebo        |
| 1972 | -              | -                    | 51.º Willy Scheers     |
| 1973 | -              | -                    | -                      |
| 1974 | -              | -                    | 10.º Roger Swerts      |
| 1975 | -              | -                    | 21.º Joseph Borguet    |
| 1976 | -              | -                    | -                      |
| 1977 | -              | -                    | -                      |
| 1978 | Abandono       | -                    | -                      |
| 1979 | -              | 10.º Dietrich Thurau | -                      |
| 1980 | -              | 8.º Ludo Peeters     | -                      |
| 1981 | -              | 5.º Peter Winnen     | -                      |
| 1982 | -              | 4.º Peter Winnen     | -                      |

## Principales resultados
- Campeonato de Flandes: Herman Vrijders (1973), Theo De Rooy (1980)
- Giro de Cerdeña: Rik Van Linden (1974)
- A través de Flandes: Louis Verreydt (1974)
- Vuelta en Luxemburgo: Frans Verbeeck (1976)
- Grote Scheldeprijs: Frans Verbeeck (1976), Dietrich Thurau (1978), Daniel Willems (1979), Ludo Peeters (1980)
- Burdeos-París: Walter Godefroot (1976), Herman Van Springel (1977)
- París-Bruselas: Ludo Peeters (1977, 1979)
- Tour de Flandes: Walter Godefroot (1978)
- Campeonato de Zúrich: Dietrich Thurau (1978), Gery Verlinden (1980)
- Lieja-Bastogne-Lieja: Dietrich Thurau (1979)
- Gran Premio de Frankfurt: Daniel Willems (1979), Jos Jacobs (1981)
- Cuatro días de Dunkerque: Daniel Willems (1979)
- Vuelta a Alemania: Dietrich Thurau (1979), Theo De Rooy (1982)
- Vuelta a Andalucía: Dietrich Thurau (1979), Daniel Willems (1980)
- París-Tours: Daniel Willems (1980)
- Flecha Valona: Daniel Willems (1981)
- Gran Premio de Valonia: Willy De Geest (1980)
- Tour de Romandía: Jostein Wilmann (1982)
- Setmana Catalana: Jostein Wilmann (1982)

### A las grandes vueltas
- Giro de Italia
  - 1 participaciones (1978)
  - 2 victorias de etapa:
    - 2 el 1978: Dietrich Thurau (2)

  - 0 clasificación finales:
  - 0 clasificaciones secundarias:

- Tour de Francia
  - 4 participaciones (1979, 1980, 1981, 1982)
  - 10 victorias de etapa:
    - 3 el 1979: Jos Jacobs, Ludo Delcroix, Dietrich Thurau
    - 3 el 1980: Rudy Pevenage, Ludo Peeters, Pol Verschuere
    - 3 el 1981: Daniel Willems (2), Peter Winnen
    - 1 el 1982: Peter Winnen

  - 0 clasificación finales:
  - 4 clasificaciones secundarias:
    - Clasificación por puntos: Rudy Pevenage (1980)
    - Clasificación de la combinada: Ludo Peeters (1980)
    - Clasificación de los esprints intermedios: Rudy Pevenage (1980)
    - Clasificación de los jóvenes: Peter Winnen (1981)

- Vuelta a España
  - 2 participaciones (1974, 1975)
  - 7 victorias de etapa:
    - 5 el 1974: Roger Swerts (3), Rik Van Linden (2)
    - 2 el 1975: Roger Swerts, Julien Stevens

  - 0 clasificación finales:
  - 0 clasificaciones secundarias:

## Composición del equipo

### 1973
| Integrantes del equipo 1973         | Integrantes del equipo 1973 | Integrantes del equipo 1973             | Integrantes del equipo 1973 |
| Corredor                            | Fecha de nacimiento         | Equipo previo                           |                             |
| ----------------------------------- | --------------------------- | --------------------------------------- | --------------------------- |
| Jozef Abelshausen                   | 6 de junio de 1949          | Watney-Avia (1972)                      |                             |
| Georges Barras                      | 6 de marzo de 1949          |                                         |                             |
| Bernard Bourguignon                 | 23 de noviembre de 1949     |                                         |                             |
| Gerry Catteeuw                      | 6 de septiembre de 1949     |                                         |                             |
| Jacky De Laat                       | 22 de mayo de 1951          |                                         |                             |
| Eddy Demedts                        | 14 de marzo de 1950         |                                         |                             |
| Theo Fierens                        | 18 de noviembre de 1949     |                                         |                             |
| Willy Govaerts (9 de sep–31 de dic) | 10 de noviembre de 1951     |                                         |                             |
| Fernand Hermie                      | 24 de enero de 1945         |                                         |                             |
| August Herijgers                    | 2 de junio de 1950          |                                         |                             |
| Raphaël Hooyberghs                  | 28 de septiembre de 1948    |                                         |                             |
| Joseph Jacobs (12 de sep–31 de dic) | 28 de enero de 1953         |                                         |                             |
| Hendrik Mariën                      | 23 de octubre de 1946       |                                         |                             |
| Victor Peeters                      | 11 de junio de 1948         |                                         |                             |
| Willy Planckaert                    | 5 de abril de 1944          | Goldor-Hercka (1973)                    |                             |
| Eddy Reyniers                       | 30 de diciembre de 1946     | Van Cauter-Magniflex-de Gribaldy (1972) |                             |
| Willy Scheers                       | 29 de marzo de 1947         |                                         |                             |
| Alfons Scheys                       | 29 de marzo de 1947         |                                         |                             |
| Joseph Schoeters                    | 12 de mayo de 1947          |                                         |                             |
| Raymond Steegmans                   | 15 de mayo de 1945          |                                         |                             |
| Léon Thomas                         | 9 de octubre de 1949        |                                         |                             |
| Jos Van Beers                       | 2 de junio de 1948          |                                         |                             |
| Noël Van Clooster                   | 2 de diciembre de 1943      | Watney-Avia (1972)                      |                             |
| Ronny Van De Vijver                 | 12 de octubre de 1945       |                                         |                             |
| Jan van Katwijk                     | 30 de agosto de 1946        | Goudsmit-Hoff (1972)                    |                             |
| Willy Van Malderghem                | 16 de mayo de 1949          | Watney-Avia (1972)                      |                             |
| Michel Van Vlierden                 | 27 de marzo de 1948         |                                         |                             |
| Frans Verhaegen                     | 22 de enero de 1948         | Hertekamp (1972)                        |                             |
| Louis Verreydt                      | 25 de noviembre de 1950     |                                         |                             |
| Herman Vrijders                     | 29 de julio de 1946         | Goldor-IJsboerke (1972)                 |                             |
| Gilbert Wuytack                     | 4 de septiembre de 1945     |                                         |                             |
|                                     |                             |                                         |                             |
| Fuente: Cycling Archives            |                             |                                         |                             |

### 1974
| Integrantes del equipo 1974         | Integrantes del equipo 1974 | Integrantes del equipo 1974             | Integrantes del equipo 1974 |
| Corredor                            | Fecha de nacimiento         | Equipo previo                           |                             |
| ----------------------------------- | --------------------------- | --------------------------------------- | --------------------------- |
| Jozef Abelshausen                   | 6 de junio de 1949          | Watney-Avia (1972)                      |                             |
| Paul Aerts                          | 16 de diciembre de 1949     |                                         |                             |
| Georges Barras                      | 6 de marzo de 1949          |                                         |                             |
| Joseph Borguet                      | 16 de abril de 1951         |                                         |                             |
| Bernard Bourguignon                 | 23 de noviembre de 1949     |                                         |                             |
| André Delcroix (1 de ago–31 de dic) | 20 de septiembre de 1953    |                                         |                             |
| Jos Gysemans (1 de sep–31 de dic)   | 30 de octubre de 1952       |                                         |                             |
| Graeme Gilmore                      | 29 de junio de 1945         |                                         |                             |
| Willy Govaerts                      | 10 de noviembre de 1951     |                                         |                             |
| Fernand Hermie                      | 24 de enero de 1945         |                                         |                             |
| Raphaël Hooyberghs                  | 28 de septiembre de 1948    |                                         |                             |
| Willy In 't Ven                     | 1 de marzo de 1943          | Molteni (1973)                          |                             |
| Joseph Jacobs                       | 28 de enero de 1953         |                                         |                             |
| Marcel Laurens                      | 21 de junio de 1952         |                                         |                             |
| Roger Loysch                        | 13 de noviembre de 1951     |                                         |                             |
| Walter Naegels                      | 6 de abril de 1953          |                                         |                             |
| Ludo Peeters                        | 9 de agosto de 1953         |                                         |                             |
| Willy Planckaert                    | 5 de abril de 1944          | Goldor-Hercka (1973)                    |                             |
| Marc Renier (1 de ago–31 de dic)    | 28 de marzo de 1953         |                                         |                             |
| Eddy Reyniers                       | 30 de diciembre de 1946     | Van Cauter-Magniflex-de Gribaldy (1972) |                             |
| Raymond Steegmans                   | 15 de mayo de 1945          |                                         |                             |
| Julien Stevens                      | 25 de febrero de 1943       | Brooklyn (1973)                         |                             |
| Roger Swerts                        | 28 de diciembre de 1942     | Molteni (1973)                          |                             |
| Ronny Van De Vijver                 | 12 de octubre de 1945       |                                         |                             |
| Ludo Van Der Linden                 | 27 de enero de 1951         |                                         |                             |
| Jan van Katwijk (1 de ene–1 de may) | 30 de agosto de 1946        | Goudsmit-Hoff (1972)                    |                             |
| Alex Van Linden                     | 5 de mayo de 1952           |                                         |                             |
| Rik Van Linden                      | 28 de julio de 1949         | Rokado-De Gribaldy (1973)               |                             |
| Frans Verhaegen                     | 22 de enero de 1948         | Hertekamp (1972)                        |                             |
| Louis Verreydt                      | 25 de noviembre de 1950     |                                         |                             |
|                                     |                             |                                         |                             |
| Fuente: Cycling Archives            |                             |                                         |                             |

### 1975
| Integrantes del equipo 1975          | Integrantes del equipo 1975 | Integrantes del equipo 1975          | Integrantes del equipo 1975 |
| Corredor                             | Fecha de nacimiento         | Equipo previo                        |                             |
| ------------------------------------ | --------------------------- | ------------------------------------ | --------------------------- |
| Jozef Abelshausen                    | 6 de junio de 1949          | Watney-Avia (1972)                   |                             |
| Paul Aerts                           | 16 de diciembre de 1949     |                                      |                             |
| Joseph Borguet                       | 16 de abril de 1951         |                                      |                             |
| Franky De Gendt (5 de sep–31 de dic) | 27 de junio de 1952         |                                      |                             |
| André Delcroix                       | 20 de septiembre de 1953    |                                      |                             |
| Jos Gysemans                         | 30 de octubre de 1952       |                                      |                             |
| Graeme Gilmore                       | 29 de junio de 1945         |                                      |                             |
| Willy Govaerts                       | 10 de noviembre de 1951     |                                      |                             |
| Gustaaf Hermans                      | 12 de mayo de 1951          | Rokado (1974)                        |                             |
| Willy In 't Ven                      | 1 de marzo de 1943          | Molteni (1973)                       |                             |
| Joseph Jacobs                        | 28 de enero de 1953         |                                      |                             |
| Marcel Laurens                       | 21 de junio de 1952         |                                      |                             |
| Roger Loysch                         | 13 de noviembre de 1951     |                                      |                             |
| Walter Naegels                       | 6 de abril de 1953          |                                      |                             |
| Ludo Peeters                         | 9 de agosto de 1953         |                                      |                             |
| Victor Peeters                       | 11 de junio de 1948         |                                      |                             |
| Willy Planckaert                     | 5 de abril de 1944          | Goldor-Hercka (1973)                 |                             |
| Marc Renier                          | 28 de marzo de 1953         |                                      |                             |
| Raymond Steegmans                    | 15 de mayo de 1945          |                                      |                             |
| Julien Stevens                       | 25 de febrero de 1943       | Brooklyn (1973)                      |                             |
| Roger Swerts                         | 28 de diciembre de 1942     | Molteni (1973)                       |                             |
| Ronny Van De Vijver                  | 12 de octubre de 1945       |                                      |                             |
| Noël Vantyghem (1 de abr–31 de dic)  | 9 de octubre de 1947        | Merlin Plage-Shimano-Flandria (1974) |                             |
| Frans Verhaegen                      | 22 de enero de 1948         | Hertekamp (1972)                     |                             |
| Louis Verreydt                       | 25 de noviembre de 1950     |                                      |                             |
|                                      |                             |                                      |                             |
| Fuente: Cycling Archives             |                             |                                      |                             |

### 1976
| Integrantes del equipo 1976         | Integrantes del equipo 1976 | Integrantes del equipo 1976           | Integrantes del equipo 1976 |
| Corredor                            | Fecha de nacimiento         | Equipo previo                         |                             |
| ----------------------------------- | --------------------------- | ------------------------------------- | --------------------------- |
| Wilfried David                      | 22 de abril de 1946         | Carpenter-Confortluxe-Flandria (1975) |                             |
| Alfons De Bal                       | 30 de septiembre de 1943    |                                       |                             |
| Franky De Gendt                     | 27 de junio de 1952         |                                       |                             |
| André Delcroix                      | 20 de septiembre de 1953    |                                       |                             |
| Emiel Gysemans                      | 20 de octubre de 1953       |                                       |                             |
| Jos Gysemans                        | 30 de octubre de 1952       |                                       |                             |
| Walter Godefroot                    | 2 de julio de 1943          | Carpenter-Confortluxe-Flandria (1975) |                             |
| Willy Govaerts                      | 10 de noviembre de 1951     |                                       |                             |
| Joseph Jacobs                       | 28 de enero de 1953         |                                       |                             |
| Marcel Laurens                      | 21 de junio de 1952         |                                       |                             |
| Walter Naegels                      | 6 de abril de 1953          |                                       |                             |
| Englebert Opdebeeck                 | 27 de diciembre de 1946     | Maes Pils-Watney (1975)               |                             |
| Ludo Peeters                        | 9 de agosto de 1953         |                                       |                             |
| Willem Peeters                      | 20 de mayo de 1953          | Maes Pils-Watney (1975)               |                             |
| Rudy Pevenage (25 de ago–31 de dic) | 15 de junio de 1954         |                                       |                             |
| Marc Renier                         | 28 de marzo de 1953         |                                       |                             |
| Benny Schepmans                     | 19 de diciembre de 1953     | Splendor-Struvay (1975)               |                             |
| Ronny Van De Vijver                 | 12 de octubre de 1945       |                                       |                             |
| Guido Van Sweevelt                  | 15 de abril de 1949         |                                       |                             |
| Jean Van der Stappen                | 9 de diciembre de 1951      |                                       |                             |
| Frans Verbeeck                      | 13 de junio de 1941         | Maes Pils-Watney (1975)               |                             |
| Eddy Verstraeten                    | 15 de septiembre de 1948    |                                       |                             |
| Michael Wright                      | 25 de marzo de 1941         | Gitane-Campagnolo (1974)              |                             |
|                                     |                             |                                       |                             |
| Fuente: Cycling Archives            |                             |                                       |                             |

### 1977
| Integrantes del equipo 1977 | Integrantes del equipo 1977 | Integrantes del equipo 1977                    | Integrantes del equipo 1977 |
| Corredor                    | Fecha de nacimiento         | Equipo previo                                  |                             |
| --------------------------- | --------------------------- | ---------------------------------------------- | --------------------------- |
| Alfons De Bal               | 30 de septiembre de 1943    |                                                |                             |
| Franky De Gendt             | 27 de junio de 1952         |                                                |                             |
| Lucien Didier               | 5 de agosto de 1950         |                                                |                             |
| Emiel Gysemans              | 20 de octubre de 1953       |                                                |                             |
| Jos Gysemans                | 30 de octubre de 1952       |                                                |                             |
| Walter Godefroot            | 2 de julio de 1943          | Carpenter-Confortluxe-Flandria (1975)          |                             |
| Frank Hoste                 | 29 de agosto de 1955        |                                                |                             |
| Joseph Jacobs               | 28 de enero de 1953         |                                                |                             |
| Marcel Laurens              | 21 de junio de 1952         |                                                |                             |
| Luc Leman                   | 30 de abril de 1953         | Miko-de Gribaldy-Superia (1976)                |                             |
| Ludo Peeters                | 9 de agosto de 1953         |                                                |                             |
| Willem Peeters              | 20 de mayo de 1953          | Maes Pils-Watney (1975)                        |                             |
| Rudy Pevenage               | 15 de junio de 1954         |                                                |                             |
| Marc Renier                 | 28 de marzo de 1953         |                                                |                             |
| Gustaaf Van Roosbroeck      | 16 de mayo de 1948          | Maes Pils-Rokado (1976)                        |                             |
| Victor Van Schil            | 21 de diciembre de 1939     | Molteni-Campagnolo (1976)                      |                             |
| Herman Van Springel         | 14 de agosto de 1943        | Flandria-Velda-West Vlaams Vleesbedrijf (1976) |                             |
| Guido Van Sweevelt          | 15 de abril de 1949         |                                                |                             |
| Frans Verbeeck              | 13 de junio de 1941         | Maes Pils-Watney (1975)                        |                             |
| Géry Verlinden              | 1 de mayo de 1954           |                                                |                             |
| Eddy Verstraeten            | 15 de septiembre de 1948    |                                                |                             |
| Dirk Wayenberg              | 14 de septiembre de 1955    |                                                |                             |
|                             |                             |                                                |                             |
| Fuente: Cycling Archives    |                             |                                                |                             |

Nota: Alfons De Bal
Nota: Franky De Gendt

### 1978
| Integrantes del equipo 1978         | Integrantes del equipo 1978 | Integrantes del equipo 1978                | Integrantes del equipo 1978 |
| Corredor                            | Fecha de nacimiento         | Equipo previo                              |                             |
| ----------------------------------- | --------------------------- | ------------------------------------------ | --------------------------- |
| Alfons De Bal                       | 30 de septiembre de 1943    |                                            |                             |
| Ludo Delcroix                       | 28 de octubre de 1950       | Fiat France (1977)                         |                             |
| Andre Dierickx                      | 29 de octubre de 1947       | Maes Pils-Mini Flat (1977)                 |                             |
| Walter Godefroot                    | 2 de julio de 1943          | Carpenter-Confortluxe-Flandria (1975)      |                             |
| Günter Haritz                       | 16 de octubre de 1948       |                                            |                             |
| Frank Hoste                         | 29 de agosto de 1955        |                                            |                             |
| Joseph Jacobs                       | 28 de enero de 1953         |                                            |                             |
| Ludo Peeters                        | 9 de agosto de 1953         |                                            |                             |
| Willem Peeters                      | 20 de mayo de 1953          | Maes Pils-Watney (1975)                    |                             |
| Rudy Pevenage                       | 15 de junio de 1954         |                                            |                             |
| Bert Pronk                          | 24 de octubre de 1950       | TI-Raleigh (1977)                          |                             |
| Marc Renier                         | 28 de marzo de 1953         |                                            |                             |
| Dietrich Thurau                     | 9 de noviembre de 1954      | TI-Raleigh (1977)                          |                             |
| Jos Van De Poel                     | 18 de febrero de 1954       | Flandria-Velda-Latina Assicurazioni (1977) |                             |
| Arthur van de Vijver                | 29 de febrero de 1948       |                                            |                             |
| Eric Van De Wiele                   | 27 de octubre de 1952       | Maes Pils-Mini Flat (1977)                 |                             |
| Gustaaf Van Roosbroeck              | 16 de mayo de 1948          | Maes Pils-Rokado (1976)                    |                             |
| Guido Van Sweevelt                  | 15 de abril de 1949         |                                            |                             |
| Géry Verlinden                      | 1 de mayo de 1954           |                                            |                             |
| Dirk Wayenberg                      | 14 de septiembre de 1955    |                                            |                             |
| Daniel Willems (2 de ago–31 de dic) | 16 de agosto de 1956        |                                            |                             |
|                                     |                             |                                            |                             |
| Fuente: Cycling Archives            |                             |                                            |                             |

Nota: Alfons De Bal

### 1979
| Integrantes del equipo 1979     | Integrantes del equipo 1979 | Integrantes del equipo 1979                | Integrantes del equipo 1979 |
| Corredor                        | Fecha de nacimiento         | Equipo previo                              |                             |
| ------------------------------- | --------------------------- | ------------------------------------------ | --------------------------- |
| Uwe Bolten (1 de sep–31 de dic) | 20 de julio de 1959         |                                            |                             |
| Rudy Colman                     | 15 de enero de 1956         |                                            |                             |
| Alfons De Bal                   | 30 de septiembre de 1943    |                                            |                             |
| Ludo Delcroix                   | 28 de octubre de 1950       | Fiat France (1977)                         |                             |
| Fedor den Hertog                | 20 de abril de 1946         | Lejeune-BP (1978)                          |                             |
| Andre Dierickx                  | 29 de octubre de 1947       | Maes Pils-Mini Flat (1977)                 |                             |
| Walter Godefroot                | 2 de julio de 1943          | Carpenter-Confortluxe-Flandria (1975)      |                             |
| Joseph Jacobs                   | 28 de enero de 1953         |                                            |                             |
| Hans-Peter Jakst                | 23 de julio de 1954         |                                            |                             |
| Ludo Peeters                    | 9 de agosto de 1953         |                                            |                             |
| Rudy Pevenage                   | 15 de junio de 1954         |                                            |                             |
| Dietrich Thurau                 | 9 de noviembre de 1954      | TI-Raleigh (1977)                          |                             |
| Jos Van De Poel                 | 18 de febrero de 1954       | Flandria-Velda-Latina Assicurazioni (1977) |                             |
| Eric Van De Wiele               | 27 de octubre de 1952       | Maes Pils-Mini Flat (1977)                 |                             |
| Ghislain Van Landeghem          | 18 de julio de 1948         |                                            |                             |
| Gustaaf Van Roosbroeck          | 16 de mayo de 1948          | Maes Pils-Rokado (1976)                    |                             |
| Guido Van Sweevelt              | 15 de abril de 1949         |                                            |                             |
| Géry Verlinden                  | 1 de mayo de 1954           |                                            |                             |
| Daniel Willems                  | 16 de agosto de 1956        |                                            |                             |
|                                 |                             |                                            |                             |
| Fuente: Cycling Archives        |                             |                                            |                             |

### 1980
| Integrantes del equipo 1980          | Integrantes del equipo 1980 | Integrantes del equipo 1980                | Integrantes del equipo 1980 |
| Corredor                             | Fecha de nacimiento         | Equipo previo                              |                             |
| ------------------------------------ | --------------------------- | ------------------------------------------ | --------------------------- |
| Theo Appeldoorn (1 de jul–31 de dic) | 13 de junio de 1959         |                                            |                             |
| Uwe Bolten                           | 20 de julio de 1959         |                                            |                             |
| Ronny Claes                          | 10 de octubre de 1957       |                                            |                             |
| Rudy Colman                          | 15 de enero de 1956         |                                            |                             |
| Willy De Geest                       | 8 de enero de 1947          | Gis Gelati (1979)                          |                             |
| Ludo Delcroix                        | 28 de octubre de 1950       | Fiat France (1977)                         |                             |
| Marc Demeyer                         | 19 de abril de 1950         | Flandria-Ça va seul (1979)                 |                             |
| Andre Dierickx                       | 29 de octubre de 1947       | Maes Pils-Mini Flat (1977)                 |                             |
| Joseph Jacobs                        | 28 de enero de 1953         |                                            |                             |
| Ludo Peeters                         | 9 de agosto de 1953         |                                            |                             |
| Rudy Pevenage                        | 15 de junio de 1954         |                                            |                             |
| Theo de Rooij                        | 25 de abril de 1957         |                                            |                             |
| Jos Van De Poel                      | 18 de febrero de 1954       | Flandria-Velda-Latina Assicurazioni (1977) |                             |
| Eric Van De Wiele                    | 27 de octubre de 1952       | Maes Pils-Mini Flat (1977)                 |                             |
| Gustaaf Van Roosbroeck               | 16 de mayo de 1948          | Maes Pils-Rokado (1976)                    |                             |
| Guido Van Sweevelt                   | 15 de abril de 1949         |                                            |                             |
| Géry Verlinden                       | 1 de mayo de 1954           |                                            |                             |
| Pol Verschuere                       | 18 de enero de 1955         | Flandria-Ça va seul (1979)                 |                             |
| Dirk Wayenberg                       | 14 de septiembre de 1955    |                                            |                             |
| Ludwig Wijnants                      | 4 de julio de 1956          | Lano-Boule d'Or (1979)                     |                             |
| Daniel Willems                       | 16 de agosto de 1956        |                                            |                             |
| Peter Winnen (1 de ago–31 de dic)    | 5 de septiembre de 1957     |                                            |                             |
|                                      |                             |                                            |                             |
| Fuente: Cycling Archives             |                             |                                            |                             |

Nota: Theo Appeldoorn